# Croatia Open Umag 1996
Il Croatia Open Umag 1996 è stato un torneo di tennis giocato sulla terra rossa.
È stata la 7ª edizione del Croatia Open Umag che fa parte della categoria World Series nell'ambito dell'ATP Tour 1996.
Si è giocato a Umago in Croazia dal 12 al 18 agosto 1996.

## Campioni

### Singolare
Carlos Moyá ha battuto in finale  Felix Mantilla con il punteggio di 6–0, 7–6(4).

### Doppio
Pablo Albano /  Luis Lobo hanno battuto in finale  Ģirts Dzelde /  Udo Plamberger con il punteggio di 6–4, 6–1.